# Estádio Cidade de Coimbra
Das Estádio Cidade de Coimbra (deutsch Städtisches Stadion von Coimbra, durch Sponsoringvertrag Estádio EFAPEL Cidade de Coimbra) ist ein Fußballstadion mit Leichtathletikanlage in der portugiesischen Universitätsstadt Coimbra. Es ist die Heimspielstätte des Fußballvereins Académica Coimbra. Das Stadion bietet 29.622 Plätze. Die Baukosten beliefen sich auf 36.236.671 Euro.
Das Estádio Cidade de Coimbra war Austragungsort von zwei Vorrundenspielen bei der Fußball-Europameisterschaft 2004. Die Sportstätte fasst 29.622 Zuschauer und wurde am 27. September 2003 offiziell eröffnet. Das vom Architekten António Monteiro erbaute Stadion ist im Besitz der Stadt. Das Stadion ist zu zwei Dritteln überdacht und wurde anlässlich der Europameisterschaft neu erbaut. An derselben Stelle befand sich vorher das 1940 erbaute Fußballstadion Estádio Municipal.
Außer dem Stadion bietet sich ein Schwimmbad und das größte Einkaufszentrum der Stadt. Offiziell eröffnet wurde das Estádio Cidade de Coimbra am 27. September 2003 mit einem Konzert der Rolling Stones. Das erste Fußballspiel fand am 29. Oktober 2003 zwischen Académica Coimbra und Benfica Lissabon statt.
Da das Endspiel im portugiesischen Fußballpokal 2020, wegen mangelnder Hygieneeinrichtungen, nicht wie üblich im Estádio Nacional in Oeiras stattfinden kann, wurde es nach Coimbra verlegt. Der Endspiel zwischen Benfica Lissabon und dem FC Porto wurde für den 1. August angesetzt.

## Spiele der Fußball-Europameisterschaft 2004 in Coimbra
- 17. Juni 2004, Gruppe B:  England –  Schweiz 3:0 (1:0)
- 21. Juni 2004, Gruppe B:  Schweiz –  Frankreich 1:3 (1:1)